# Matheus Dória
Matheus Dória Macedo (* 8. November 1994 in São Gonçalo) ist ein brasilianischer Fußballspieler. Der Abwehrspieler spielte auch einmalig für die Nationalmannschaft.

## Karriere

### Vereine
Dória wechselte 2009 in die Jugendabteilung von Botafogo FR und rückte dort 2012 in den Kader der ersten Mannschaft auf. Am 27. Mai 2012 kam er beim 3:2-Sieg gegen Coritiba FC zu seinem Profi-Debüt. Am 27. Oktober 2012 erzielte er beim 4:0-Sieg gegen Atlético Goianiense sein erstes Tor in der Série A. Nachdem er die Saison 2013 mit dem Verein auf dem vierten Platz abgeschlossen hatte, spielte er 2014 in der Copa Libertadores, schied mit der Mannschaft jedoch in der Gruppenphase aus.
Zur Saison 2014/15 wechselte Dória zu Olympique Marseille in die Ligue 1. Er unterschrieb einen Vertrag mit einer Laufzeit bis zum 30. Juni 2019. Nachdem er in der Hinrunde ohne Einsatz geblieben war, wurde er im Februar 2015 für vier Monate an den FC São Paulo verliehen. Zur Saison 2015/16 ging er für ein Jahr auf Leihbasis zum spanischen Erstligisten FC Granada. Von Januar bis Juni 2018 spielte Dória leihweise für Yeni Malatyaspor in der Süper Lig und kam neunmal zum Einsatz. Anschließend wechselte er zu Santos Laguna.

### Nationalmannschaft
Dória spielte zwischen 2013 und 2014 achtmal für die U20 Brasiliens und nahm an der U20-Südamerikameisterschaft 2013 in Argentinien teil. Am 6. April 2013 kam er beim 4:0-Sieg gegen Bolivien zu seinem Debüt in der A-Nationalmannschaft.